# 普氏北鰍
普氏北鰍（學名：Lefua pleskei）為輻鰭魚綱鯉形目條鰍科北鰍屬的其中一種，分布於亞洲俄羅斯濱海邊疆區阿穆爾河下游流域，棲息在底層水域，生活習性不明。

## 扩展阅读
維基物種上的相關：普氏北鰍